# Orfeus (standbeeld)

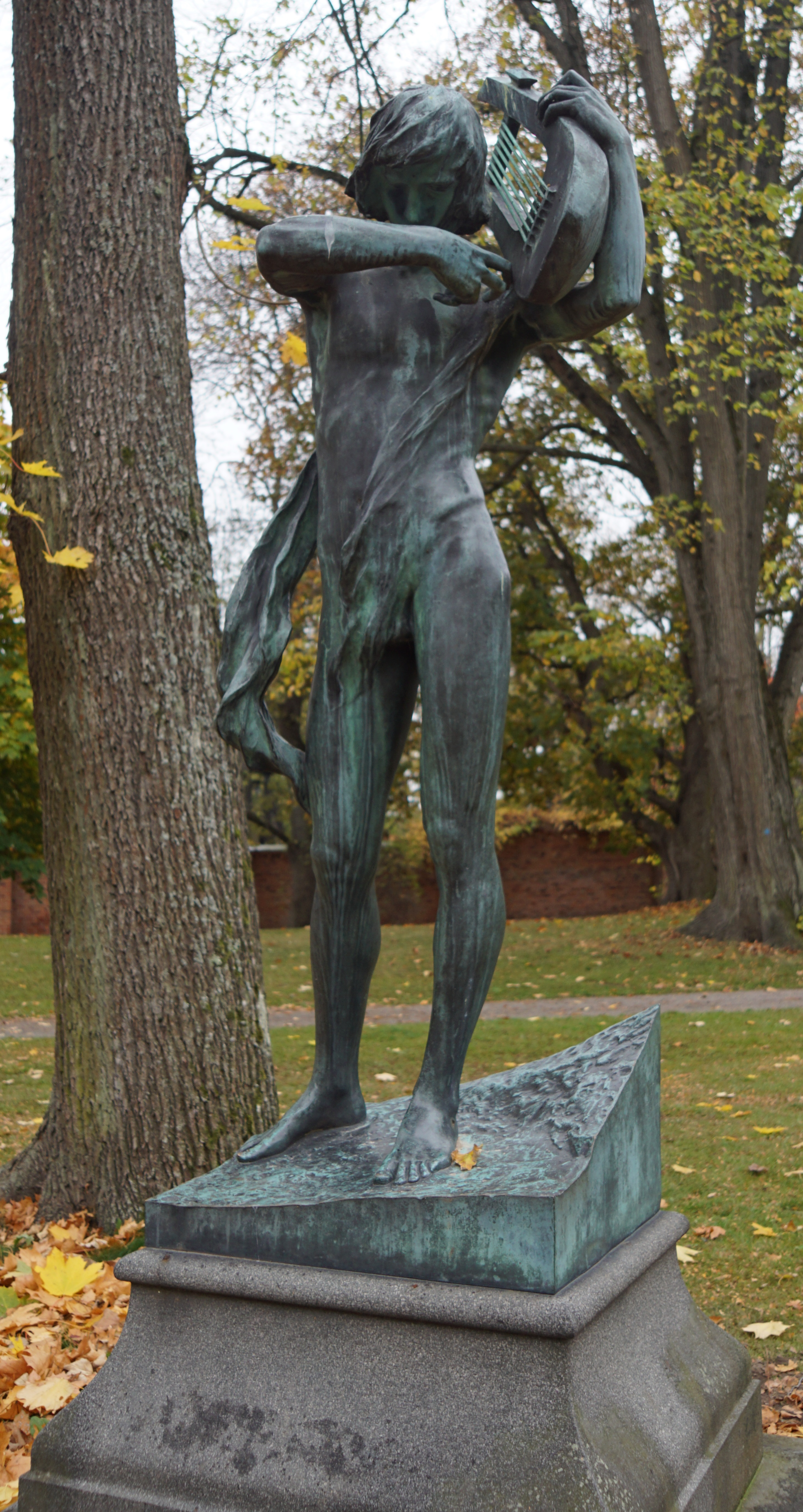
Orfeus (1905).

Orfeus is een sculptuur voorstellende de mythologische zanger Orpheus, staand en spelend op zijn lier, in 1905 gemaakt door Theodor Lundberg. In 1905 werd een bronzen exemplaar geplaatst nabij het Nordiska museet aan de Djurgårdsvägen in Djurgården in Stockholm (Zweden). Het was een geschenk van het Br. Davidsons-fonds.

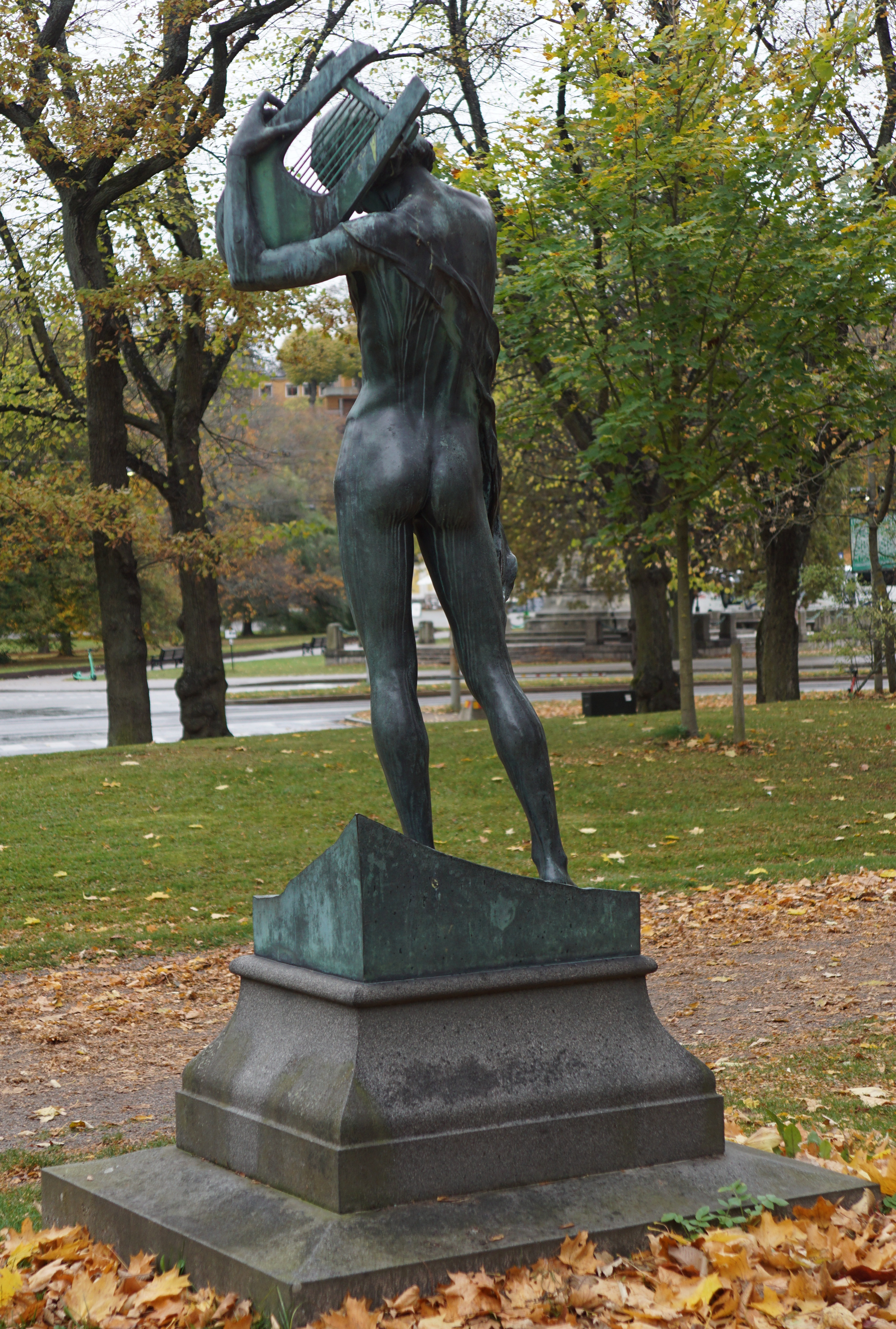
Orfeus (1905).

Deze sculptuur werd tevens aan het begin van de twintigste eeuw in een kleine gipsen variant van 41 centimeter op de markt gebracht.